# Ivo Rotkvić
Ivo Rotkvić (1901–1983) byl chorvatský právník, spisovatel, překladatel a esperantista.
Během svého života napsal knihu Ĉe L' Rando de Abismo a kratší literární útvary jako například eseje. Přeložil knihy Autuna vespero od M. Ogrizoviče a od Herzoga Pangea a Tragedio en Universo. Do širšího povědomí se zapsal překladem románu M. Jelušiče Cezaro.